# Ferrier
Pour les articles homonymes, voir Ferrier (homonymie).
Un ferrier est une butte composée de « ferrier », c'est-à-dire de déchets issus de la production de fer d'anciens bas-fourneaux. Une accumulation de ces buttes est également appelée « ferrier », amas volumineux de plusieurs dizaines à plusieurs milliers de mètres cubes.
Le mot est également utilisé pour désigner les artisans travaillant le minerai de fer.

## Origine historique
Les ferriers apparaissent avec la diffusion de la métallurgie du fer à partir de l'Âge du fer. En France les ferriers les plus volumineux, commencés par les Celtes, ont vu le plus gros de leur production durant les 300 ans d'occupation romaine.

## Composition, description
Un ferrier est fait essentiellement de scories, c'est-à-dire de gangue fondue, dont la composition varie selon la nature du minerai dont elle est issue. Il contient aussi du charbon de bois, des cendres, de l'argile cuite, des restes de minerai, et des débris de bas-fourneaux car les plus primitifs ne résistaient pas à plus de deux ou trois charges.

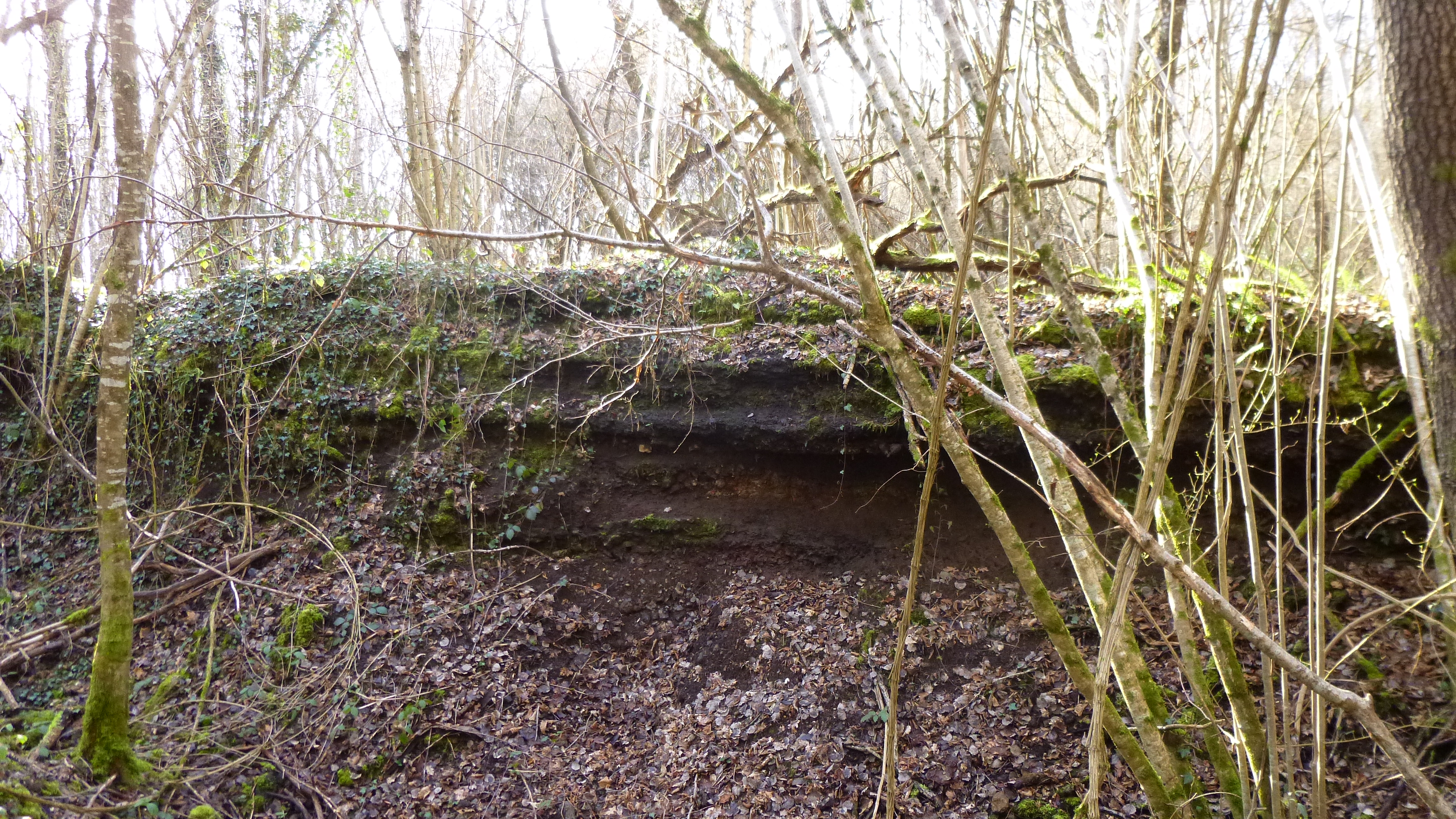
Butte de scories montrant ses strates dans le ferrier de Tannerre.

Ces scories étaient le plus souvent issues d'une réduction directe du minerai de fer réalisée dans des bas-fourneaux à scories écoulées (ne pas confondre avec le « fourneau de coulée », où toute la charge est extraite par écoulement hors du fourneau en fin d'opération). Cette technologie ne réduisait pas tout le minerai, et les scories contiennent encore des proportions variables de métal.
Selon la composition dominante des déchets, il en a résulté une  « terre de ferrier » avec des couleurs parfois vives, souvent variées, allant du noir de charbon au rouge brique, voire carotte, passant par des teintes brunes ou brunâtres, parfois jaunâtres et rarement très claires. La teinte dominante est le rouge-rouille, dû au fer oxydé.
Les ferriers peuvent prendre des morphologies différentes en fonction du type de techniques employées, de la nature du ou des minerais réduits, ainsi que de la taille, la durée et l'époque de fonctionnement des ateliers de production. 
Les volumes de déchets produits par un atelier de réduction peuvent varier de moins de 1 m3 à plusieurs centaines de milliers de mètres cubes pour des grands ferriers. Le plus petit ferrier est le contenu d'une seule opération. Le ferrier antique de Tannerre-en-Puisaye, dans l'Yonne, est l'un des deux plus grands ferriers de France, avec plus de 30 hectares de surface ; il est classé Monument Historique depuis 1982. En Puisaye (petite région située sur les départements de l'Yonne, du Loiret et de la Nièvre), 2 253 ferriers; représentant une superficie de 648 hectares, ont été inventoriés en 2008. L'autre grand ferrier français, le site des Martys près de Mazamet dans la Montagne Noire, a été étudié sur plusieurs dizaines d'années ; son plus grand ferrier est estimé à 110 000 tonnes,.

## Exploitation des ferriers
Les scories ont parfois été réutilisées après broyage par ceux qui les avaient produites. 
Elles ont de tous temps été fréquemment réemployées pour réparer des chemins et autres surfaces carrossables. 
Le XIXe siècle a vu le début de leur exploitation industrielle, devenue intensive au XXe siècle. Ce sont d'abord les besoins en ballast pour les chemins de fer qui s'ajoutent à ceux du ferrage des routes et chemins. Ensuite et surtout, les scories des anciens bas-fourneaux sont envoyées aux hauts-fourneaux de Lorraine et d'ailleurs, pour deux raisons :
- La teneur en fer du minerai lorrain est en moyenne de 30 % ; celle des scories issues de la réduction du minerai par les bas-fourneaux antiques varie de 30 % à 50 %. Celles-ci étaient donc utilisées en complément de la charge normale des hauts-fourneaux : on « enrichissait la charge ».
- Certaines scories, comme celles du ferrier de Tannerre, contiennent de la silice qui, pour les hauts fourneaux, correspond au « fondant » dans les bas-fourneaux : elle permet d'abaisser la température à laquelle la charge fond, ce qui facilitait la tâche des hauts-fourneaux et aidait au bon fonctionnement[14].